# Сан-Марино на летних Олимпийских играх 1980
Сан-Марино принимало участие в Летних Олимпийских играх 1980 года в Москве (СССР), но не завоевало ни одной медали. Частично присоединившись к объявленному Соединёнными Штатами бойкоту Московской Олимпиады, команда Сан-Марино выступала не под национальным флагом, а под олимпийским. Участвовало всего 16 спортсменов в пяти видах спорта: лёгкая атлетика, тяжёлая атлетика, велоспорт, стрельба, дзюдо.